# TONIKAWA: Over The Moon For You
TONIKAWA: Over The Moon For You (jap. トニカクカワイイ Tonikaku kawaii) – manga autorstwa Kenjirō Haty, publikowana na łamach magazynu „Shūkan Shōnen Sunday” wydawnictwa Shōgakukan od lutego 2018.
Na podstawie mangi studio Seven Arcs wyprodukowało serial anime, który emitowany był od października do grudnia 2020. Drugi sezon emitowano od kwietnia do czerwca 2023.

## Fabuła
W śnieżną zimową noc Nasa Yuzaki, 15-letni chłopak o osobliwym imieniu, spotyka piękną dziewczynę. Kiedy próbuje z nią porozmawiać, rozprasza go jej uroda i zostaje potrącony przez ciężarówkę. Po tym, jak dziewczyna go ratuje, Nasa ostatkiem sił podąża za nią na przystanek autobusowy i wyznaje jej miłość. Dziewczyna, Tsukasa Tsukuyomi, zgadza się zostać jego dziewczyną pod warunkiem, że najpierw się pobiorą. Kiedy Nasa, który wcześniej postanowił zrezygnować z chodzenia do liceum, by szukać Tsukasy, kończy 18 lat, wciąż myśli o obietnicy, którą złożyli tamtej nocy, nagle w jego drzwiach pojawia się Tsukasa z formularzem ślubnym, rozpoczynając tym samym ich związek i małżeństwo.

## Bohaterowie
- Nasa Yuzaki (jap. 由崎 星空 Yuzaki Nasa[a])

Seiyū: Junya Enoki, Umeka Shōji (dziecko) 
Geniusz, który dorastał będąc wyśmiewanym z powodu swojego dziwnego imienia, podobnego do amerykańskiej agencji kosmicznej NASA, choć w zamyśle jego rodziców miało ono nawiązywać do rozgwieżdżonego nieba. Po uratowaniu przez Tsukasę Nasa wyznaje jej miłość, a ta zgadza się pod warunkiem, że się z nią ożeni, na co Nasa natychmiast odpowiada stanowczym „tak”. Dwa lata później Nasa ponownie spotyka Tsukasę, przynoszącą formularz ślubny, który składają w urzędzie, legalizując swój związek.
- Tsukasa Yuzaki, z domu Tsukuyomi (jap. 由崎 司/月読 司 Yuzaki Tsukasa/Tsukuyomi Tsukasa)

Seiyū: Akari Kitō 
Dziewczyna, która po uratowaniu Nasy zgadza się na jego wyznanie tylko pod warunkiem, że się z nią ożeni. Znikając na trzy lata, wraca do niego z dokumentami potrzebnymi do zalegalizowania ich związku. W początkowych rozdziałach zwraca uwagę na zmianę nazwiska, jaką przeszła, gdy została małżonką Nasy, początkowo drażniąc się z nim, że teraz nazywa się Tsukasa Yuzaki. Po ślubie z Nasą zaczyna ujawniać nowe cechy swojej osobowości, takie jak ogromna miłość do filmów i mangi. Nie podoba jej się też pomysł wydawania dużej ilości pieniędzy na rzeczy pierwszej potrzeby. Później jej myśli, podczas obserwowania Nasy, jasno dają do zrozumienia, że kocha go za to, że jest osobą o czystym sercu i dobroci.
- Kaname Arisugawa (jap. 有栖川 要 Arisugawa Kaname)

Seiyū: Yu Serizawa 
Młodsza koleżanka Nasy i główna dozorczyni publicznej łaźni w Arisagawie. Jest najbardziej zdecydowaną zwolenniczką związku Nasy, do tego stopnia, że uczy zarówno Nasę, jak i Tsukasę, jak rozwijać ich związek, a także próbuje na siłę tworzyć sytuacje, celem jego rozwoju. Jest młodszą siostrą Ayi.
- Aya Arisugawa (jap. 有栖川 綾 Arisugawa Aya)

Seiyū: Sumire Uesaka 
Koleżanka z klasy Nasy, która żywi do niego wyraźne uczucia. Rozumie jednak okoliczności i w pełni popiera jego związek z Tsukasą. Jest starszą siostrą Kaname.
- Chitose Kaginoji (jap. 鍵ノ寺 千歳 Kaginoji Chitose)

Seiyū: Konomi Kohara 
Adoptowana krewna Tsukasy, którą uważa za swoją siostrę. Z zazdrością nie zgadza się na małżeństwo i nakazuje swoim służącym, Aurorze i Charlotte, by zdyskredytowały Nasę. Dopóki nie dowiedziała się o małżeństwie, traktowała Nasę o wiele bardziej życzliwie. Jej faktyczne pokrewieństwo z Tsukasą nie jest jeszcze jasne, choć obie mają wspólną ciotkę, Tokiko.
- Charlotte (jap. シャーロット Shārotto)

Seiyū: Hitomi Ōwada 
Jedna ze służących Chitose.
- Aurora (jap. アウロラ)

Seiyū: Yuki Nagaku 
Jedna ze służących Chitose.

## Manga
Seria została napisana i zilustrowana przez Kenjirō Hatę, autora mangi Hayate no gotoku!. Wcześniej wyraził on chęć stworzenia nowej serii w listopadzie 2016. Manga rozpoczęła swoją publikację 14 lutego 2018 w magazynie „Shūkan Shōnen Sunday” (numer 12/2018), kiedy to zadebiutowały dwa pierwsze rozdziały. Następnie wydawnictwo Shōgakukan rozpoczęło zbieranie rozdziałów do wydań w formacie tankōbon, których pierwszy tom ukazał się 18 maja tego samego roku. Wraz z wydaniem drugiego tomu 17 sierpnia 2018 ukazał się teaser wideo z udziałem japońskiej grupy muzycznej Earphones. Według stanu na 18 czerwca 2025, do tej pory opublikowano 32 tomy.
W lutym 2020 Viz Media ogłosiło, że nabyło licencję na wydawanie mangi w języku angielskim, a pierwszy tom ukazał się 8 września tego samego roku.
18 grudnia 2020 wydano fanbook zatytułowany Tonikaku kawaii kekkon kingenshū (jap. トニカクカワイイ公式ファンブック 結婚金言集).
| Nr | Data wydania (język japoński) | ISBN (język japoński)  |
| -- | ----------------------------- | ---------------------- |
| 1  | 18 maja 2018                  | ISBN 978-4-09-128263-7 |
| 2  | 17 sierpnia 2018              | ISBN 978-4-09-128384-9 |
| 3  | 18 października 2018          | ISBN 978-4-09-128557-7 |
| 4  | 18 stycznia 2019              | ISBN 978-4-09-128778-6 |
| 5  | 18 marca 2019                 | ISBN 978-4-09-129087-8 |
| 6  | 18 czerwca 2019               | ISBN 978-4-09-129164-6 |
| 7  | 16 sierpnia 2019              | ISBN 978-4-09-129315-2 |
| 8  | 18 października 2019          | ISBN 978-4-09-129433-3 |
| 9  | 17 stycznia 2020              | ISBN 978-4-09-129544-6 |
| 10 | 18 marca 2020                 | ISBN 978-4-09-129565-1 |
| 11 | 18 maja 2020                  | ISBN 978-4-09-850070-3 |
| 12 | 18 sierpnia 2020              | ISBN 978-4-09-850171-7 |
| 13 | 16 października 2020          | ISBN 978-4-09-850269-1 |
| 14 | 18 grudnia 2020               | ISBN 978-4-09-850284-4 |
| 15 | 16 kwietnia 2021              | ISBN 978-4-09-850396-4 |
| 16 | 17 czerwca 2021               | ISBN 978-4-09-850591-3 |
| 17 | 18 sierpnia 2021              | ISBN 978-4-09-850641-5 |
| 18 | 18 listopada 2021             | ISBN 978-4-09-850734-4 |
| 19 | 18 lutego 2022                | ISBN 978-4-09-850871-6 |
| 20 | 17 czerwca 2022               | ISBN 978-4-09-851156-3 |
| 21 | 15 września 2022              | ISBN 978-4-09-851263-8 |
| 22 | 16 grudnia 2022               | ISBN 978-4-09-851478-6 |
| 23 | 16 marca 2023                 | ISBN 978-4-09-851770-1 |
| 24 | 16 lipca 2023                 | ISBN 978-4-09-852122-7 |
| 25 | 15 września 2023              | ISBN 978-4-09-852841-7 |
| 26 | 18 grudnia 2023               | ISBN 978-4-09-853048-9 |
| 27 | 18 marca 2024                 | ISBN 978-4-09-853176-9 |
| 28 | 18 czerwca 2024               | ISBN 978-4-09-853376-3 |
| 29 | 18 września 2024              | ISBN 978-4-09-853572-9 |
| 30 | 18 grudnia 2024               | ISBN 978-4-09-853804-1 |
| 31 | 18 marca 2025                 | ISBN 978-4-09-854020-4 |
| 32 | 18 czerwca 2025               | ISBN 978-4-09-854151-5 |

## Anime
Adaptacja w formie telewizyjnego serialu anime została zapowiedziana 4 marca 2020. Za produkcję odpowiada studio Seven Arcs, a za reżyserię Hiroshi Ikehata. Scenariusz napisał Kazuho Hyodo, postacie zaprojektował Masakatsu Sasaki, a muzykę skomponował Endō. Serial liczył 12 odcinków i był emitowany od 3 października do 19 grudnia 2020 w stacjach Tokyo MX, ytv i BS-NTV.
Serwis Crunchyroll udostępnił serial w wybranych regionach w ramach swojej marki Crunchyroll Originals. W Azji Południowo-Wschodniej licencję na serial zakupiło Plus Media Networks Asia, które emitowało go na kanale Aniplus Asia. 11 listopada 2020 Crunchyroll ogłosiło, że serial otrzyma angielski dubbing, którego premiera odbyła się 20 listopada.
19 grudnia 2020 ogłoszono, że powstanie odcinek OVA, który został wydany 18 sierpnia 2021. 6 listopada 2021 zapowiedziano również, że seria otrzyma nowy odcinek oraz drugi sezon, a ekipa produkcyjna i obsada powrócą, by ponownie wcielić się w swoje role. Nowy odcinek, zatytułowany „Seifuku”, miał zostać wyemitowany na platformie Crunchyroll w trzecim kwartale 2022, jednakże został opóźniony do 22 listopada 2022. Emisja drugiego sezonu rozpoczęła się 8 kwietnia i zakończyła 24 czerwca 2023, licząc 12 odcinków.
14 czerwca 2023 ogłoszono powstanie 4-odcinkowej serii ONA zatytułowanej Tonikaku kawaii: Joshikō-hen. Odcinki ukazywały się od 12 lipca do 23 sierpnia 2023.

### Ścieżka dźwiękowa
| Seria          | Tytuł                                                               | Wykonawcy  | Źródło   |
| Czołówka       | Czołówka                                                            | Czołówka   | Czołówka |
| -------------- | ------------------------------------------------------------------- | ---------- | -------- |
| 1              | „Koi no uta (feat. Tsukasa Yuzaki)” (jap. 恋のうた（feat. 由崎司）) | Akari Kitō | [ 63 ]   |
| 2              | „Setsuna no chikai” (jap. 刹那の誓い)                               | Akari Kitō | [ 64 ]   |
| Napisy końcowe |                                                                     |            |          |
| 1              | „Tsuki to hoshizora” (jap. 月と星空)                                | KanoeRana  | [ 63 ]   |
| 2              | „Yoru no katasumi” (jap. 夜のかたすみ)                              | Akari Kitō | [ 64 ]   |

### Lista odcinków

#### Sezon 1
| № | Tytuł                        | Reżyseria         | Scenariusz   | Premiera             |
| --- | ---------------------------- | ----------------- | ------------ | -------------------- |
| 1 | Marriage Kekkon (結婚)       | Akira Mano        | Kazuho Hyōdō | 3 października 2020  |
| W śnieżną zimową noc Nasa Yuzaki leży na ulicy, krwawiąc. W tym czasie, kiedy wydaje mu się, że umrze, wspomina swoje życie. Pamięta, jak wyśmiewano go z powodu nietypowego imienia oraz jak poświęcił się nauce, chcąc uczęszczać do elitarnej szkoły. Zanim jednak zdołał przystąpić do egzaminu wstępnego, został potrącony przez ciężarówkę, kiedy przechodził przez ulicę, próbując porozmawiać z dziewczyną o imieniu Tsukasa Tsukuyomi. Jednak dzięki jej interwencji Nasa przeżył. Po odzyskaniu przytomności Nasa biegnie za Tsukasą, chcąc umówić się z nią na randkę w podzięce za uratowanie życia, a ta zgadza się tylko pod warunkiem, że pobiorą się, gdy będą wystarczająco dorośli. Po wypisaniu ze szpitala, w następnym roku Nasa podchodzi egzaminu wstępnego, ale decyduje się podjąć pracę zamiast uczęszczać do szkoły średniej, mając nadzieję, że natknie się na Tsukasę. Wkrótce po ukończeniu przez niego 18 lat Tsukasa zjawia się w jego mieszkaniu, by wypełnić wniosek o rejestrację małżeństwa i złożyć go w urzędzie, by stało się ono oficjalne.                                                                              |                              |                   |              |                      |
| 2 | The First Night Shoya (初夜) | Toshikatsu Tokoro | Kazuho Hyōdō | 10 października 2020 |
| Tsukasa przyniosła swoje rzeczy w walizce, co przeraziło Nasę, który denerwuje się, że w jego mieszkaniu będzie spała dziewczyna. Nasa próbuje wymyślić, gdzie będzie spała Tsukasa, ponieważ ma jedno łóżko, które jest wystarczająco duże tylko dla jednej osoby. Wybierają się więc na zakupy i wracają z futonem, na którym Tsukasa będzie mogła spać. W nocy Tsukasa ciągle się wierci oraz wstaje, by napić się wody. Wciąż śpiąc, niechcący ściąga z łóżka kołdrę Nasy, przez co ten pozostaje odkryty przez resztę nocy. Po przebudzeniu następnego ranka Tsukasa przygotowuje śniadanie i mówi Nasie, żeby nie był przy niej formalny. |                              |                   |              |                      |
| 3 | Sisters Shimai (姉妹)        | Yasuhiko Seyama   | Kazuho Hyōdō | 17 października 2020 |
| Ponieważ w mieszkaniu nie ma wanny, Tsukasa i Nasa po śniadaniu udają się do łaźni. Nasa przedstawia Tsukasę Kaname Arisugawie, młodszej koleżance, która prowadzi łaźnię wraz ze swoją starszą siostrą Ayą. Po wejściu do męskiej części Kaname pyta Nasę o jego związek i wyraża swoją dezaprobatę, jednocześnie żądając od niego, by uszczęśliwił Tsukasę. Po stronie damskiej Tsukasa spotyka Ayę, która stara się zapewnić dobrą obsługę klienta, szorując jej plecy. Po kąpieli Tsukasa dowiaduje się więcej o Ayi, ponieważ była ona jej koleżanką z gimnazjum. Po tym, jak mijają kaplicę, w której trwa ślub, Nasa spieszy się, by załatwić jakąś sprawę i prosi Tsukasę, by ta wróciła do domu. W drodze powrotnej do domu dziewczyna z limuzyny obserwuje Tsukasę, wołając swoją siostrę. |                              |                   |              |                      |
| 4 | Promise Yakusoku (約束)      | Shunji Yoshida    | Yū Satō      | 24 października 2020 |
| Tsukasa wraca do mieszkania, a wkrótce u drzwi zjawia się jej przybrana siostra, Chitose Kaginoji, która ją śledziła. Chitose dowiaduje się, że Tsukasa jest zamężna, co budzi jej niedowierzanie. Nasa wraca do domu i zostaje przywitany przez Chitose, która porywa go i zabiera do swojej rodzinnej rezydencji, kiedy dowiaduje się, że jest mężem Tsukasy. Wymyśla plan rozbicia małżeństwa, każąc swoim służącym Charlotte i Aurorze wykorzystać przeciwko niemu dziennikarstwo tabloidowe. Podczas gdy Chitose kłóci się ze służącymi, Nasa wymyka się i próbuje się ukryć, ale zostaje znaleziony przez Charlotte. Próbując nakłonić Nasę do poddania się, Charlotte przypadkowo uszkadza osłonę, chroniącą cenny kamień księżycowy Tsukasy, a Nasa wykorzystuje swoją wiedzę, aby tymczasowo ją naprawić. Chitose krytykuję Nasę, że tak naprawdę nie wie, kim jest Tsukasa i twierdzi, że jest jedyną osobą, która może spełnić jej marzenie. Aurora tworzy skandaliczne zdjęcie, ale Tsukasa przybywa, by je skonfiskować. Tsukasa i Nasa uciekają z rezydencji tajnym przejściem, trafiając do kościoła, gdzie dochodzi do ich pierwszego pocałunku. |                              |                   |              |                      |
| 5 | Rings Yubiwa (指輪)          | Yūsuke Onoda      | Gō Zappa     | 31 października 2020 |
| Nasa i Tsukasa idą do sklepu z elektroniką, żeby kupić telewizor. Później w łaźni Nasa opowiada Kaname o swoim słownym zobowiązaniu wobec Tsukasy, a ona mówi mu, że ważne jest, aby kupił pierścionek zaręczynowy. Po wyjściu z łaźni Nasa i Tsukasa zatrzymują się w pobliskim parku i całują się, podczas gdy Charlotte i Aurora potajemnie ich obserwują. Tej nocy Nasa dowiaduje się, jaka jest różnica między pierścionkiem zaręczynowym a ślubnym. Po wszystkim Nasa upiera się, że musi kupić pierścionek z brylantem. Następnego dnia oboje udają się na zakupy w Omotesando, a Nasa jest zszokowany ceną pierścionka z diamentem, jednakże prawie zostaje namówiony na zakup, dopóki Tsukasa nie wyciąga go ze sklepu. Małżonka mówi Nasie, że nie chce, aby wydawał swoje oszczędności na pierścionek. Zamiast tego zatrzymują się u jubilera w Okachimachi, który oferuje niedrogie pierścionki z diamentami, aczkolwiek cena jest nadal zbyt wygórowana, by Nasa mógł ją pojąć. W końcu udaje im się kupić parę tanich pierścionków z diamentami, a Tsukasa wyraża swoje uznanie w drodze do domu.                                                  |                              |                   |              |                      |
| 6 | News Hōkoku (報告)           | Shigeru Fukase    | Kazuho Hyōdō | 7 listopada 2020     |
| Pewnej nocy Tsukasa, po wypiciu wody, wpycha się do łóżka Nasy. To sprawia, że następnego ranka Nasa zaczyna myśleć o przeprowadzce do większego mieszkania, mimo że Tsukasa nie ma nic przeciwko temu, w którym obecnie mieszkają. Tej nocy Nasa opowiada Tsukasie o korzyściach płynących z przeprowadzki, ale zdaje sobie sprawę, że potrzebuje poręczycieli w postaci swoich rodziców. Nie poinformowawszy ich o ślubie, Nasa dzwoni do rodziców, by powiadomić ich, że poślubił dziewczynę, o której z nimi rozmawiał. Następnego dnia rozmawia z matką, która prosi ich, by odwiedzili ich w Narze. Tsukasa decyduje, że chce, by ta podróż stała się ich miesiącem miodowym, z przystankiem w Kioto. Tsukasa kupuje aparat fotograficzny i tego wieczoru wyruszają autobusem, a Chitose i jej służące śledzą ich poczynania. |                              |                   |              |                      |
| 7 | Trip Ryokō (旅行)            | Daiei Andō        | Yū Satō      | 14 listopada 2020    |
| Autobus zatrzymuje się w kompleksie usługowo-handlowym, gdzie Chitose i jej służące szukają sposobu na rozbicie związku Tsukasy z Nasą. W punkcie usługowym Tsukasa próbuje limonkowego udonu, o którym słyszała w programie telewizyjnym, ale okazuje się, że jest rozczarowujący. Kamerzyści ze stacji telewizyjnej wchodzą do kompleksu, co skłania Tsukasę i Nasę do szybkiego powrotu do autobusu, ponieważ nie chcą, aby ich związek został upubliczniony. Następnego ranka autobus przyjeżdża do Kioto. Chitose udaje się ich rozdzielić, każąc swoim służącym zabrać Tsukasę do muzeum mangi, które chciała odwiedzić, a sama udając się z Nasą na randkę jako test, który ma sprawdzić, czy jest on godny bycia mężem Tsukasy. Choć Nasa przyznaje, że nie wie o Tsukasie tyle, co Chitose, udaje mu się ją przekonać, opowiadając o wypadku i różnych regułach matematycznych. Chitose i jej służące wracają do Tokio, choć Nasa nie jest przekonany, że ta zrezygnowała z sabotowania ich związku. |                              |                   |              |                      |
| 8 | Parents Oyako (親子)         | Akira Mano        | Yū Satō      | 21 listopada 2020    |
| Tsukasa i Nasa przybywają do Nary, by odwiedzić matkę Kanoki i ojca Enishiego. Nasa wyjaśnia, że wychował się w Tokio, a jego rodzice przeprowadzili się do Nary, by ojciec mógł prowadzić wykopaliska archeologiczne. Podczas gdy Nasa bierze kąpiel, Tsukasa rozmawia na osobności z Enishim. Następnego ranka Tsukasa zostaje wprowadzona do gabinetu Enishiego, w którym znajduje się mnóstwo książek i wyraża swoje zainteresowanie historią. Po śniadaniu Tsukasa i Nasa udają się na zwiedzanie Nary, a jednym z przystanków jest teren dawnego pałacu Heijō. Podczas rozmowy poprzedniej nocy Enishi podziękował Tsukasie za uratowanie życia Nasy i powierzył jej opiekę nad nim. Tej nocy Tsukasa i Nasa opuszczają Narę i następnego ranka docierają do Tokio, gdzie zastają spalone mieszkanie. |                              |                   |              |                      |
| 9 | Daily Life Nichijō (日常)    | Toshikatsu Tokoro | Kazuho Hyōdō | 28 listopada 2020    |
| Niezrażony incydentem Nasa wyjaśnia Tsukasie, że wszystkie jego ważne dokumenty i rzeczy są bezpieczne w banku, a ważne informacje są przechowywane w chmurze. Następnie postanawiają udać się do łaźni. Gdy Nasa wyjaśnia Kaname sytuację, ta proponuje, żeby on i Tsukasa zostali w łaźni, dopóki nie znajdą nowego miejsca. Później tego samego dnia Kaname zastanawia się, jak zareaguje Aya, skoro podkochuje się w Nasie. Okazuje się, że Aya nadal nie wie o małżeństwie Nasy, dopóki jej matka nie porusza tego tematu. Kilka dni później Nasa i Tsukasa idą do pralni, a następnie udają się do Harajuku, aby kupić Tsukasie nowe ubrania. |                              |                   |              |                      |
| 10 | The Way Home Ieji (家路)     | Akira Katō        | Kazuho Hyōdō | 5 grudnia 2020       |
| Tsukasa i Nasa zadomawiają się w swoim tymczasowym domu, a podczas kolacji Nasa chwali kuchnię małżonki. Następnego dnia właściciel mieszkania Nasy oferuje mu za tę samą cenę lokal w nowym kompleksie apartamentów budowanym w miejscu, gdzie spłonęło jego stare mieszkanie. Tsukasa i Nasa oglądają projekt nowego apartamentu, znajdującego się w luksusowym wieżowcu, i są pod wrażeniem jego udogodnień. Okazuje się jednak, że wysłano ich do niewłaściwego mieszkania. Po wizycie w luksusowym apartamencie Tsukasa daje Nasie do zrozumienia, że jej dom jest tam, gdzie on. Jakiś czas później Tsukasa postanawia pomóc w pracach w łaźni, a Kaname dziękuje jej za uratowanie Nasy. Tej nocy Tsukasa i Nasa idą na zakupy, a w drodze powrotnej zatrzymują się w parku Otogi, aby spędzić romantyczne chwile. |                              |                   |              |                      |
| 11 | Friends Yūjin (友人)         | Shunji Yoshida    | Yū Satō      | 12 grudnia 2020      |
| Chitose i jej pokojówki dowiadują się, że mieszkanie Nasy i Tsukasy spłonęło. Kiedy Chitose pyta Tsukasę, gdzie teraz mieszka, Tsukasa kłamie, żeby się od niej uwolnić. Gdy Tsukasa dociera do łaźni, zauważa kilka konsol do gier wideo i Nasę wpatrującego się w formę do takoyaki. Gdy Nasa dowiaduje się, co to jest, postanawia urządzić przyjęcie z takoyaki. Akurat wtedy zjawia się Chitose ze swoimi służącymi i próbuje przekupić Tsukasę, obiecując jej kupno kilku konsol, co podsłuchuje Aya, która zastanawia się, czy Tsukasa naprawdę potrafi gotować. Po tym, jak rozkoszuje się gotowaniem Tsukasy, wszyscy grają w Street Fighter V: Champion Edition. Tsukasa, Aya i Chitose postanawiają później zorganizować turniej, w którym Nasa musi zrobić wszystko, o co poprosi zwycięzca. Gdy Aya wygrywa turniej, Tsukasa postanawia zagrać z nią w oryginalnego Street Fightera, w którym z łatwością wygrywa. W ten sposób nawiązuje się między nimi więź. Po zakończeniu imprezy Tsukasa całuje Nasę, ujawniając, że to właśnie zamierzała zrobić, jeśli wygra turniej.                                                                       |                              |                   |              |                      |
| 12 | Husband and Wife Fūfu (夫婦) | Shigeru Fukase    | Kazuho Hyōdō | 19 grudnia 2020      |
| Nasa przesadza z wysiłkiem w pracy i przeziębia się. Mimo że uparcie twierdzi, że nic mu nie jest, Tsukasa każe mu odpocząć, a Nasa, obawiając się, że ją zarazi, czuje się winny, że ta musi się o niego martwić. Tsukasa zapewnia go, że wszystko jest w porządku, i opiekuje się nim przez noc. Następnego ranka Nasa budzi się z lepszym samopoczuciem, ku wielkiej uldze żony, która wyjawia, że tak naprawdę martwiła się o niego. Jakiś czas później Tsukasa i Nasa zakładają yukaty i udają się na letni festiwal. Jedzą tam takoyaki, podczas gry w nabieranie złotych rybek spotykają Ayę i Chitose, a także modlą się w świątyni. Wieczór kończy się oglądaniem przez Tsukasę i Nasę pokazu sztucznych ogni wraz z Kaname, Ayą, Chitose i jej służącymi. |                              |                   |              |                      |
| 12,5 | Flashbacks Kaisō (回想)      | N/A               | N/A          | 26 grudnia 2020      |
| Odcinek podsumowujący serię. |                              |                   |              |                      |
| OVA 1 | SNS                          | Masatoyo Takada   | Kazuho Hyōdō | 18 sierpnia 2021     |
| Tsukasa jest podekscytowana swoim nowym smartfonem. Po skonfigurowaniu go przez Nasę wymienia się numerami z Nasą, Kaname i Ayą. Później tego samego dnia Tsukasa staje się samotna, ponieważ Nasa przebywa wtedy w swojej starej pracy. Kiedy w końcu wraca do domu wczesnym rankiem, obejmują się w swoim futonie. Następnego dnia oboje są zakłopotani, ponieważ przypominają sobie, co się stało. W międzyczasie Chitose spędza czas ze swoimi służącymi. Po powrocie do domu Tsukasa i Nasa ponownie obejmują się w jego futonie. |                              |                   |              |                      |
| OVA 2 | Uniform Seifuku (制服)       | Hiroshi Ikehata   | Kazuho Hyōdō | 22 listopada 2022    |

#### Sezon 2
| №  | Tytuł                                                                              | Reżyseria                   | Scenariusz                    | Premiera         |
| -- | ---------------------------------------------------------------------------------- | --------------------------- | ----------------------------- | ---------------- |
| 1  | All because of you                                                                 | Shin’ichi Fukumoto          | Kazuho Hyōdō                  | 8 kwietnia 2023  |
| 2  | On the Subject of Happiness Shiawase nitsuite (幸せについて)                       | Yūsuke Kamata               | Hiroshi Ikehata Norihiko Sudō | 15 kwietnia 2023 |
| 3  | Before the Fireworks Go Out Hanabi ga kieru mae ni (花火が消える前に)              | Norihiko Sudo Minori Tanaka | Yū Satō                       | 22 kwietnia 2023 |
| 4  | Spots to Kiss Kisu suru basho (キスする場所)                                       | Yūsuke Onoda                | Shigeru Murakoshi             | 29 kwietnia 2023 |
| 5  | The Exciting Expert of the Hot Springs Wakuwaku onsen meijin (わくわく温泉名人)    | Hitoyuki Matsui             | Kazuho Hyōdō                  | 6 maja 2023      |
| 6  | Underneath the Moon Tsukikage no shita de (月影の下で)                             | Norihiko Sudō Minori Tanaka | Yū Satō                       | 13 maja 2023     |
| 7  | An Expanding World Kakudai suru sekai (月影の下で)                                 | Yūsuke Kamata               | Shigeru Murakoshi             | 20 maja 2023     |
| 8  | When You Actually Like It Iya janai iya (嫌じゃない嫌)                             | Takahiro Tanaka             | Yū Satō                       | 27 maja 2023     |
| 9  | A Summer Day Natsu no hi (夏の日)                                                  | Hitoyuki Matsui             | Shigeru Murakoshi             | 3 czerwca 2023   |
| 10 | Thank You Arigatō (ありがとう)                                                     | Yūsuke Onoda                | Kazuho Hyōdō                  | 10 czerwca 2023  |
| 11 | On a Moonlit Night Tsuki ga kagayaku yoru ni (月が輝く夜に)                        | Hitoyuki Matsui             | Kazuho Hyōdō                  | 17 czerwca 2023  |
| 12 | In All the Times to Come, And Beyond Ikuseisō no hate no hate (幾星霜の果ての果て) | –                           | –                             | 24 czerwca 2023  |

## Odbiór
W październiku 2018 manga liczyła ponad 250 000 egzemplarzy w obiegu, ponad 400 000 w lutym 2019 i ponad 1 milion w październiku tego samego roku. Do czerwca 2022 manga rozeszła się w nakładzie ponad 4 milionów kopii.